# Yung Wing
Yung Wing (ur. 17 listopada 1828 w Xiangshan, zm. 21 kwietnia 1912 w Hartfordzie) – chiński działacz społeczny, pierwszy Chińczyk wykształcony w Stanach Zjednoczonych i naturalizowany Amerykanin, jeden z pierwszych zwolenników reformy i modernizacji państwa Qingów, zaangażowany w ruch samoumocnienia i ruch stu dni reform.

## Życiorys
Pochodził z Xiangshan w prowincji Guangdong. Przez jedenaście lat z woli rodziców kształcił się w szkółkach misjonarskich w Makau i Hongkongu, a w 1847 został wysłany na studia na Uniwersytecie Yale, które ukończył w 1854. Podczas pobytu w USA przeszedł na chrześcijaństwo i w 1852 otrzymał obywatelstwo amerykańskie. Po powrocie do Chin usiłował przekonać dwór w Pekinie o konieczności czerpania wzorców z zachodu i modernizacji kraju; propagując reformy spotkał się nawet w 1859 z przywódcami tajpingów. Nawoływania Yunga początkowo trafiały w próżnię, dopiero po niemal 10 latach od jego powrotu Zeng Guofan zatrudnił go jako tłumacza i pośrednika przy zakupie nowoczesnych maszyn z zagranicy. Później pomagał także m.in. Li Hongzhangowi przy zakupie amerykańskich armat dla chińskiej armii.
Ostatecznie rząd qingowski z inicjatywy Yung Winga skierował w 1872 pierwszą, 120-osobową grupę młodych Chińczyków na studia w Hartford w stanie Connecticut. Studentom, oprócz stojącego na czele misji Yunga, towarzyszyli nauczyciele chińscy, dbający o jednoczesne przygotowanie swoich podopiecznych do tradycyjnych egzaminów urzędniczych, oraz nadzorca pilnujący zachowywania konfucjańskiej moralności i strzegący przed zbytnim przyswojeniem sobie przez młodych zachodniej kultury. Ostatecznie dwór zrezygnował z planów kształcenia przyszłych kadr za granicą i w 1881 projekt zarzucono. Podczas pobytu ze studentami w Hartford, Yung poślubił w 1875 Amerykankę Mary Kellogg, z którą miał dwóch synów: Morrisona Browna i Bartletta Goldena Yungów. W tym samym roku otrzymał stanowisko zastępcy pierwszego w historii ambasadora państwa chińskiego w Waszyngtonie, Chen Lanbina, którym był do 1881.
Po rezygnacji przez dwór z reformatorskich planów Yung został odsunięty na boczny tor i w 1883 opuścił Chiny, osiedlając się w Stanach Zjednoczonych. W 1895 powrócił do ojczyzny, gdzie zaangażował się w bezskuteczny ruch stu dni reform. Zniechęcony postawą obskuranckiej cesarzowej Cixi wrócił w 1902 do Stanów Zjednoczonych, gdzie zmarł dziesięć lat później w Hartfordzie. Do końca życia był zwolennikiem okcydentalizacji Chin, poparł ruch rewolucyjny Sun Jat-sena. W 1909 wydał napisaną po angielsku autobiografię My Life in China and America.